# Hebbe
Hebbe är en borgerlig svensk släkt som härstammar från en adlig ätt i Siebenbürgen (Transsylvanien). Stamfadern för den svenska släktgrenen är grosshandlaren Christian Hebbe den äldre, som kom till Stockholm från Pommern omkring 1710 och grundade det rika Hebbeska handelshuset (Chr. Hebbe & söner). Familjen tillhörde den så kallade Skeppsbroadeln, de mest förmögna handelsmännen i Stockholm på 1700-talet.
Den 31 december 2018 var 23 personer med efternamnet Hebbe folkbokförda i Sverige.

## Personer med efternamnet Hebbe
- Christian Hebbe den äldre (1698–1762), grosshandlare
- Christian Hebbe den yngre (1727–1795), grosshandlare
- Clemens Hebbe (1804–1893), godsägare, jurist, författare och politiker
- Emma Hebbe (1800-talet), florist
- Johan Philip Hebbe (1806–1869), godsägare och filantrop
- Signe Hebbe (1837–1925), skådespelare, operasångerska och teaterpedagog
- Simon Bernhard Hebbe (1726–1803), skeppsredare, godsägare och kommerseråd
- Wendela Hebbe (1808–1899), författare, tonsättare, journalist och översättare

## Släktträd (urval)
- Christian Hebbe den äldre (1698–1762)
  - Simon Bernhard Hebbe (1726–1803)
    - Christina Fredenheim (1762–1841)
    - Philip Bernhard Hebbe (1764–1834)
      - Johan Philip Hebbe (1806–1869)

  - Christian Hebbe den yngre (1727–1795)
    - Johan Gustaf (Jan) Hebbe (1777–1847)
      - Clemens Hebbe (1804–1893), gift en tid med Wendela Hebbe (1808–1899)
        - Signe Hebbe (1837–1925)

  - Johan Fredrik Hebbe (1728-1788)